# PTTラヨーンFC
ペトロリアム・オーソリティー・オブ・タイランド・ラヨーン・フットボールクラブ（タイ語: สโมสรฟุตบอลปตท.ระยอง, 英語: Petroleum Authority of Thailand Rayong FC）、略称PTTラヨーンFC (タイ語: พีทีที ระยอง, 英語: PTT Rayong F.C.) は、タイ王国のラヨーン県をホームタウンとするサッカークラブ。PTT公開株式会社がオーナーとなっており、クラブエンブレムにもPTTのブランドロゴが用いられている。

## 歴史
1983年（仏滅紀元2526年）、PTTラヨーンFCは創設された。
2007年、リージョナルリーグ・ディヴィジョン2でムアントン・ユナイテッドFCに次ぐ2位になり、タイ・ディヴィジョン1リーグ昇格を決めた。
2012年、自社所有スタジアムであるPTTスタジアムが竣工。
2013年、ディヴィジョン1リーグで3位になり、クラブ初のタイ・プレミアリーグ昇格を決めた。シーズン終了後に元アストン・ヴィラFCの選手で1998年から2002年にタイ代表監督を務めたピーター・ウィスが監督に就任し、元豪代表のマイケル・ビューチャンプやマット・トンプソンなどが加入したが、残留圏内の15位TOT SCと勝ち点差1の17位に終わり、1シーズンでディヴィジョン1リーグに降格した。
2018年にタイ・リーグ2で優勝し、5年ぶりにタイ・リーグ1に復帰する。2019年はリーグ11位でシーズンを終えた。しかし、シーズン終了後にPTT公開株式会社はPTTラヨーンのトップチームの活動休止を発表。今後はユースアカデミーに注力する意向を表明した。

## タイトル
- なし

## 過去の成績
| シーズン | ディビジョン    | 順位 | FAカップ |
| -------- | --------------- | ---- | -------- |
| 2007     | ディヴィジョン2 | 2位  |          |
| 2008     | ディヴィジョン1 | 6位  |          |
| 2009     | ディヴィジョン1 | 10位 | 3回戦    |
| 2010     | ディヴィジョン1 | 11位 | 2回戦    |
| 2011     | ディヴィジョン1 | 4位  | 3回戦    |
| 2012     | ディヴィジョン1 | 5位  | 4回戦    |
| 2013     | ディヴィジョン1 | 3位  | 準々決勝 |
| 2014     | プレミア        | 17位 | 4回戦    |
| 2015     | ディヴィジョン1 |      |          |

## 歴代所属選手
- ノグチピント・エリキソン 2012-2013
- 田中輝和 2013
- ピパット・トンカンヤー 2013-2014
- ナロンチャイ・ワシラバーン（英語版） 2013-2015
- キーラティ・ケアウソムバット（英語版） 2013-2016
- マット・トンプソン（英語版） 2014
- マイケル・ビューチャンプ 2014
- ローワン・リケッツ 2014
- 金根哲 2015-
- 大久保剛志 2016 -

## 歴代監督
- ピーター・ウィス（英語版） 2014

## 関連事項
- タイ石油公社